# Cimex brevis
Cimex brevis är en insektsart som beskrevs av Robert L. Usinger och Norihiro Ueshima 1965. Cimex brevis ingår i släktet Cimex och familjen vägglöss. Inga underarter finns listade i Catalogue of Life.